# Xihe (köpinghuvudort)
Xihe är en köpinghuvudort i Kina. Den ligger i provinsen Hubei, i den centrala delen av landet, omkring 150 kilometer nordväst om provinshuvudstaden Wuhan. Antalet invånare är 108 089. Befolkningen består av 53 882 kvinnor och 54 207 män. Barn under 15 år utgör 12,0 %, vuxna 15-64 år 78 %, och äldre över 65 år 9,0 %.
Runt Xihe är det tätbefolkat, med 343 invånare per kvadratkilometer. Närmaste större samhälle är Suizhou, 10,1 km väster om Xihe. Trakten runt Xihe består till största delen av jordbruksmark.
Genomsnittlig årsnederbörd är 1 211 millimeter. Den regnigaste månaden är augusti, med i genomsnitt 187 mm nederbörd, och den torraste är december, med 12 mm nederbörd.